# Старобільськ у творчості Ільфа і Петрова

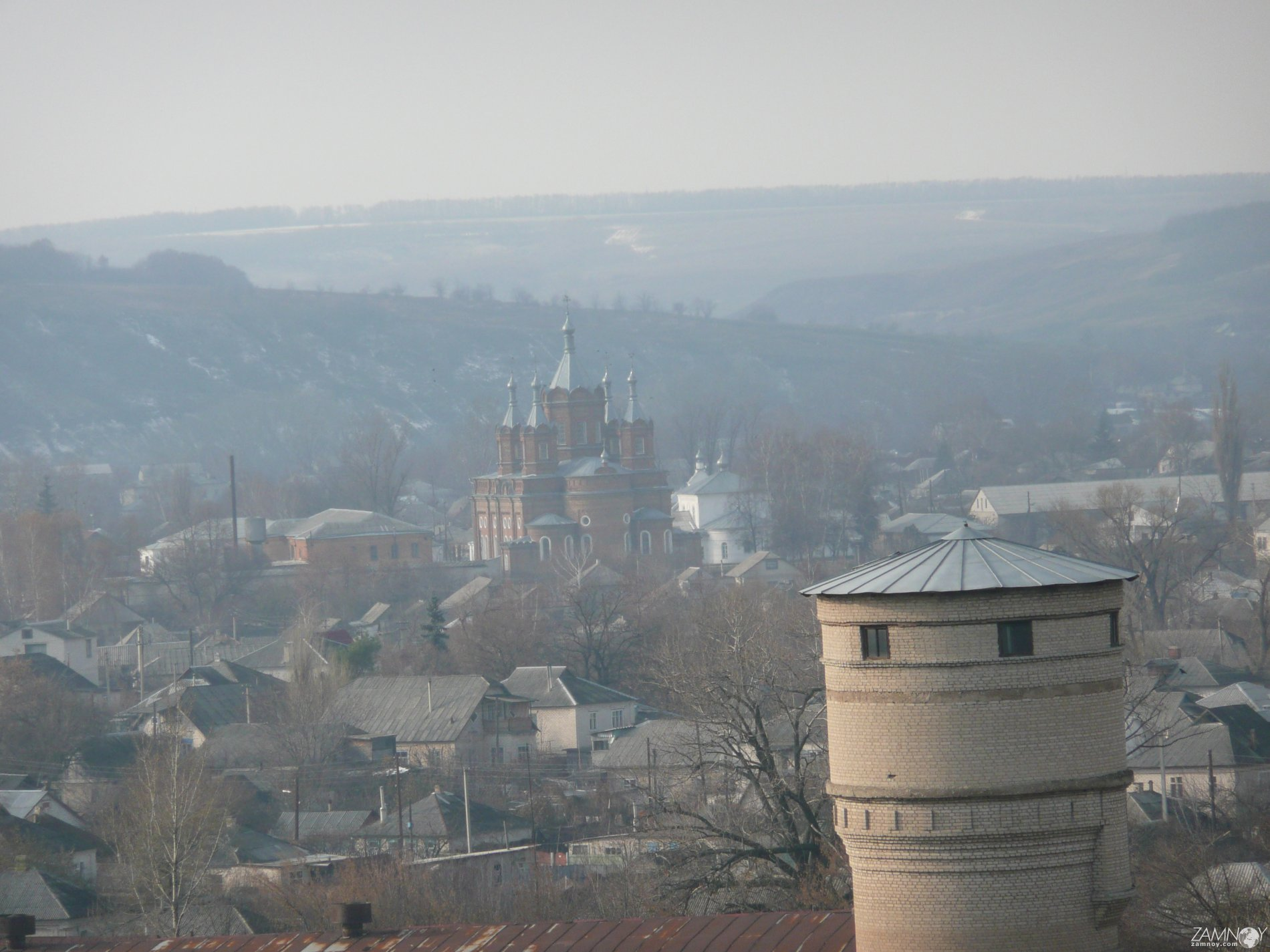
Монастир. Вид з дельтаплана Старобільська, 2010 рік

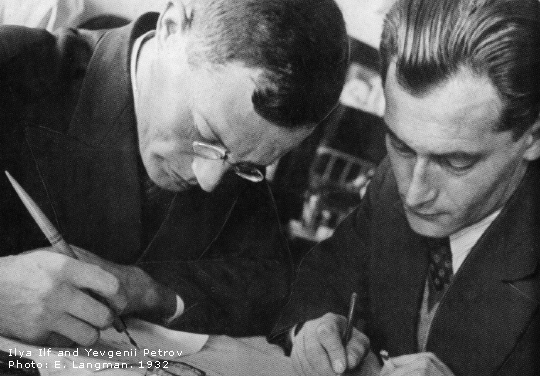
Радянські письменники Ілля Ільф та Євген Петров, 1932

Публіцистами, журналістами, а також низкою літературознавців, істориків і краєзнавців відзначається роль міста Старобільська у сучасній Луганській області та його вплив на творчість радянських письменників-сатириків Іллі Ільфа та Євгена Петрова:139. Місто Старобільськ вважається праобразом вигаданого міста Старгорода, згадуваного в романі «Дванадцять стільців», а також місцем, де починалася дія роману. У свою чергу, діяльність письменників справила вплив на культурно-історичний образ сучасного Старобільська.

## Відрядження Ільфа і Петрова до Старобільська
У 1923 році (за іншою інформацією, восени 1926 року) кореспонденти московської газети «Гудок» Ільф і Петров були відряджені в повітове місто Старобільськ з метою збору матеріалу за завданням газети. В процесі опису цієї поїздки в публіцистиці та журналістських матеріалах описується безліч збігів і подібностей подій, що відбувалися з Ільфом і Петровим у процесі цього відрядження, з подіями та явищами, згодом описаними сатириками в романах «Дванадцять стільців» і «Золоте теля». До роботи над своїми творами сатирики приступили незабаром після даного відрядження.
У газеті «Праця» зазначається, що для зустрічі Ільфа і Петрова старобільським виконкомом було виділено раритетний автомобіль невстановленого походження, іменований «Лорен-Дітріхом». Цей автомобіль з'явився в міському автопарку з приходом у повіт Державної варти гетьмана Скоропадського у 1918 році. Старобільський краєзнавець Іван Мірошниченко свідчить:
|  | Летом 1954 года меня, учащегося ПТУ, направили в село работать на току. Я прихватил с собой книгу «12 стульев». Когда же водитель грузовика, которого звали Роман Денисович, увидел книгу в моих руках, то аж подпрыгнул: «Ух ты! Так я же этих писателей хорошо знаю. В 1927 году я работал водителем в Старобельском исполкоме и возил их по уезду. Интересные хлопцы. Всё шутили. И чаще по поводу авто, на котором тряслись по местному бездорожью, собирая материал о сельском разгильдяйстве». |

Ільф і Петров, відвідуючи райцентр Марківку, заїжджали на зворотному шляху в село Бондарево, де існувало колективне садівниче сільгосппідприємство, яке спеціалізується на вирощуванні яблук. Цим фактом публіцистами і краєзнавцями пояснюється згадка яблука в романі «Дванадцять стільців», яке Бендер простягав безпритульнику, який попросив у нього 10 копійок. В Старобільську письменники жили в готелі, мебльована реквізованими у купецтва і міщанства предметами, в тому числі меблями виробництва Гамбса, що створює аналогії з описуваним у творі меблевим гарнітуром. Також, згідно зі свідченнями старобільчан, в номері письменників стояв один такий стілець, вже неабияк пошарпаний і розвалений, який і видав зі свого нутра коробочку з табличкою про те, що цей стілець є частиною гарнітура з дванадцяти стільців, причому решту одинадцять ніхто на очі не бачив.
Существовал в Старобельске и описанный в произведении приют для старушек. Мирошниченко сообщает по этому поводу следующее:
|  | Ещё до революции генерал русской армии Николай Стоянов, выйдя в отставку, поселился в Старобельске. Он построил за свои деньги и любовно содержал приют для пожилых женщин и детей-сирот. Богоугодное заведение примыкало к местной женской гимназии, дабы молодые девицы могли ухаживать за пожилыми дамами. К слову, и по сей день существует это строение. Теперь здесь аптека. В 1919 году Стоянов был обвинён в организации антисоветских групп и убит прямо в здании уездного ЧК. Но приют для пожилых женщин просуществовал до начала 20-х годов, в основном на энтузиазме работников и благотворительной помощи местных жителей… Взору Ильфа и Петрова приют предстал уже в неприглядном виде, но то не было виной «голубого воришки». В такой роли выступило само Советское государство, решившее сэкономить на старушках казённые деньги… |

До революції в Старобільську проживало 120 дворянських родин, переважно відставних військових, також місто було центром торгівлі. Мірошниченко зазначає, що «питання Бендера до майбутнім членам „Союзу меча і орала“: „В якому полку служили?“ — був для цих країв далеко не пустим».
Також наголошується захопленість жителів Старобільська 1920-х років різного роду «пошуками скарбів». Це пов'язується з тим, що існували легенди про зариту в районі міста скарбницю діяли в цьому районі бунтарів початку і середини XVII століття Івана Болотникова і Кіндрата Булавіна (Булавін був убитий недалеко від Старобільська), а також казні діяча періоду Громадянської війни Нестора Махна, який перебував деякий час (вересень-жовтень 1920) зі своїм штабом у Старобільську, де був підписаний союз між Махном і РСЧА про спільну боротьбу проти Врангеля.

## Пам'ять про твори в Старобільську

Остап Бендер зі сторони села Чмировки

До 80-річчя створення твору «Дванадцять стільців» у Старобільському парку біля ЛНУ, що знаходиться зі сторони села Чмирівки Старобільського району, був поставлений пам'ятник сюжету роману. Ця ідея належала колективу Луганського національного університету імені Т. Г. Шевченка. Українська дослідниця Наталія Журмий зазначає, що причиною його створення стала версія, що дія в романі Ільфа і Петрова «Дванадцять стільців» починається в нинішньому Старобільську, який в 1923 році в дійсності були відряджені автори роману, тоді — кореспонденти газети «Гудок». Про появу Остапа Бендера в місті Старгороді в тексті роману повідомляється: «о пів на дванадцяту з північного заходу, з боку села Чмаровки, в Старгород увійшов молодий чоловік років двадцяти восьми. За ним біг безпритульний. — Дядьку! — весело кричав він. — Дай десять копійок!».
Біля Старобільська насправді існує передмістя зі схожою назвою, яке зараз називається Чмирівка (в 1920-х роках — Чмаровка); саме він вважається прообразом згаданої в романі Чмаровки.
Директор старобільського філії ЛНУ Микола Вихватенко так прокоментував цю подію: Перед аркою (в'їздом у двір) двоповерхової будівлі на розі центральної площі міста, де до революції була в підвалі «двірницька» і на балконі якого обідали Ільф і Петров, в 2011 році був відкритий пам'ятник Кісі Вороб'янінову в пенсне в стилі наївного мистецтва.